# Список номинантов и лауреатов премии «Золотая маска» 2015 года
«Золотая маска» — российская национальная театральная премия и фестиваль. «Золотая маска» была учреждена Союзом театральных деятелей России (СТД РФ) в 1993 году (в некоторых источниках назван 1994 год) по инициативе народного артиста СССР М. А. Ульянова (председатель СТД РФ в 1986—1996 годах) и при участии его заместителя В. Г. Урина и драматурга В. В. Павлова.

## О премии
Премия присуждается на конкурсной основе один раз в год по итогам прошедшего театрального сезона за творческие достижения в области театрального искусства, вручается спектаклям всех жанров театрального искусства: драма, опера, балет, оперетта и мюзикл, кукольный театр.
Для отбора спектаклей на конкурсы создаётся два экспертных совета — один для спектаклей театра драмы и театров кукол, второй для спектаклей оперы, оперетты / мюзикла и балета. Для определения победителей — лауреатов из состава номинантов (тайным голосованием по результатам фестиваля), создаётся два профессиональных жюри — по аналогии с экспертными советами — одно для спектаклей театра драмы и театров кукол и второе для спектаклей оперы, оперетты / мюзикла и балета. В состав жюри не могут входить создатели и исполнители спектаклей, участвующих в фестивале, а также члены экспертного совета.

## Лауреаты и события фестиваля «Золотая маска» 2015 года
21-й фестиваль «Золотая Маска» прошёл в Москве в марте — апреле 2015 года. На этапе отбора номинантов экспертный совет премии отсмотрел в театрах и на видеозаписи 636 спектаклей в Москве, Санкт-Петербурге и городах России и отобрал 155 номинантов. В фестивале участвовали спектакли 42 театров из 9 городов. Лидером по числу номинантов в 2015 году стал Большой театр (15 номинаций). Шестьдесят процентов спектаклей на этом фестивале были представлены театрами из регионов России.
В 2015 году региональные мероприятия «Золотой маски» прошли в Омске, Красноярске, Ульяновске и Димитровграде, Петрозаводске и Костомукше, Череповце, в Латвии и Эстонии. Программа «Russian Case» прошла с 9 по 13 апреля. Кураторы программы 2015 года — Анна Банасюкевич, Алексей Киселев, Павел Руднев, Елизавета Спиваковская. В рамках проекта «Премьеры Мариинского театра в Москве» были показаны одноактные балеты Ханса ван Манена, балет «Инфра» в постановке Уэйна МакГрегора, опера «Отелло» в постановке Василия Бархатова.

### Номинанты премии «Золотая маска» 2015 года
Таблица номинантов составлена на основании официального опубликованного списка, с группировкой по спектаклям. Положение о премии и фестивале «Золотая маска» не регламентирует максимальное количество номинантов в одной номинации. Каждый экспертный совет самостоятельно определяет номинантов соответствующих конкурсов, но должен отобрать для соискания премии в любой номинации не менее двух номинантов, что обеспечивает соблюдение конкурсной основы соискания и присуждения премии. Экспертные советы имеют право принять решение об отсутствии номинантов премии в любой номинации. В таблице объединены в одну колонку номинации «лучшая женская роль» и «лучшая мужская роль».
Легенда:
  — Спектакль номинирован в номинации «Лучший спектакль»

«–» — Этот аспект спектакля не номинирован
| Конкурс спектаклей драматического театра (спектакль большой формы)                              | Конкурс спектаклей драматического театра (спектакль большой формы) | Конкурс спектаклей драматического театра (спектакль большой формы) | Конкурс спектаклей драматического театра (спектакль большой формы)                                           | Конкурс спектаклей драматического театра (спектакль большой формы) | Конкурс спектаклей драматического театра (спектакль большой формы) | Конкурс спектаклей драматического театра (спектакль большой формы) | Конкурс спектаклей драматического театра (спектакль большой формы) |
| ----------------------------------------------------------------------------------------------- | ------------------------------------------------------------------ | ------------------------------------------------------------------ | --- | ------------------------------------------------------------------ | ------------------------------------------------------------------ | ------------------------------------------------------------------ | ------------------------------------------------------------------ |
|                                                                                                 |                                                                    |                                                                    | |                                                                    |                                                                    |                                                                    |                                                                    |
| Спектакль/номинации                                                                             | лучший спектакль                                                   | лучшая работа режиссёра                                            | лучшая роль                                                                                                  | лучшая роль второго плана                                          | лучшая работа художника-постановщика                               | лучшая работа художника по свету                                   | лучшая работа художника по костюмам                                |
|                                                                                                 |                                                                    |                                                                    | |                                                                    |                                                                    |                                                                    |                                                                    |
| «KILL» Театр «Красный факел», Новосибирск                                                       | зелёная ✓                                                          | Тимофей Кулябин                                                    | Дарья Емельянова (Луиза)                                                                                     | –                                                                  | Олег Головко                                                       | Денис Солнцев                                                      | –                                                                  |
| «Вишнёвый сад» Малый драматический театр — театр Европы, Санкт-Петербург                        | зелёная ✓                                                          | Лев Додин                                                          | Елизавета Боярская (Варя) • Ксения Раппопорт (Раневская) • Данила Козловский (Лопахин)                       | –                                                                  | Александр Боровский                                                | Дамир Исмагилов                                                    | –                                                                  |
| «Гамлет\|Коллаж» Театр наций, Москва                                                            | зелёная ✓                                                          | Робер Лепаж                                                        | Евгений Миронов (все роли)                                                                                   | –                                                                  | Карл Фильон                                                        | –                                                                  | Франсуа Сен-Обен                                                   |
| «Гаргантюа и Пантагрюэль» Театр наций, Москва                                                   | зелёная ✓                                                          | Константин Богомолов                                               | Сергей Епишев (Алькофрибас Назье) • Сергей Чонишвили (Панург)                                                | –                                                                  | –                                                                  | –                                                                  | –                                                                  |
| «Карамазовы» Художественный театр имени А. П. Чехова, Москва                                    | зелёная ✓                                                          | Константин Богомолов                                               | Виктор Вержбицкий (Смердяков, Зосима) • Игорь Миркурбанов (Фёдор Карамазов)                                  | –                                                                  | Лариса Ломакина                                                    | –                                                                  | –                                                                  |
| «Мадам Бовари» Театр «Русская антреприза» имени А. Миронова, Санкт-Петербург                    | зелёная ✓                                                          | Андрей Жолдак                                                      | Елена Калинина (Эмма Бовари) • Полина Толстун (Эмма)                                                         | –                                                                  | –                                                                  | –                                                                  | –                                                                  |
| «Мера за меру» Театр имени А.С. Пушкина, Москва и театр «Cheek by Jowl», Лондон, Великобритания | зелёная ✓                                                          | Деклан Доннеллан                                                   | Андрей Кузичев (Анджело)                                                                                     | –                                                                  | Ник Ормерод                                                        | Сергей Скорнецкий                                                  | –                                                                  |
| «(М)ученик» «Гоголь-центр», Москва                                                              | зелёная ✓                                                          | Кирилл Серебренников                                               | Виктория Исакова (преподаватель биологии) • Никита Кукушкин (школьник) • Светлана Брагарник (директор школы) | –                                                                  | –                                                                  | –                                                                  | –                                                                  |
| «С любимыми не расставайтесь» Театр юного зрителя, Москва                                       | зелёная ✓                                                          | Генриетта Яновская                                                 | Виктория Верберг (судья)                                                                                     | –                                                                  | Сергей Бархин                                                      | –                                                                  | –                                                                  |
| «Сказка о том, что мы можем, а чего нет» Художественный театр имени А. П. Чехова, Москва        | –                                                                  | –                                                                  | – | –                                                                  | Ксения Перетрухина                                                 | –                                                                  | –                                                                  |
| «Три сестры» Театр имени Ленсовета, Санкт-Петербург                                             | зелёная ✓                                                          | Юрий Бутусов                                                       | – | –                                                                  | Александр Шишкин                                                   | –                                                                  | –                                                                  |
|                                                                                                 |                                                                    |                                                                    | |                                                                    |                                                                    |                                                                    |                                                                    |
| Конкурс спектаклей драматического театра (спектакль малой формы)                                |                                                                    |                                                                    | |                                                                    |                                                                    |                                                                    |                                                                    |
|                                                                                                 |                                                                    |                                                                    | |                                                                    |                                                                    |                                                                    |                                                                    |
| «Алиса» Большой драматический театр имени Г. А. Товстоногова, Санкт-Петербург                   | зелёная ✓                                                          | Андрей Могучий                                                     | Алиса Фрейндлих (Алиса)                                                                                      | Геннадий Богачев (поросенок, который стал человеком)               | Мария Трегубова                                                    | –                                                                  | –                                                                  |
| «Возмездие 12» Центр драматургии и режиссуры, Москва                                            | зелёная ✓                                                          | Клим                                                               | Ксения Орлова                                                                                                | –                                                                  | –                                                                  | –                                                                  | –                                                                  |
| «День города» Камерный театр, Воронеж                                                           | зелёная ✓                                                          | Михаил Бычков                                                      | – | –                                                                  | –                                                                  | –                                                                  | –                                                                  |
| «Жизнь за царя» «Театро Ди Капуа», Санкт-Петербург                                              | зелёная ✓                                                          | Джулиано ди Капуа                                                  | Илона Маркарова                                                                                              | –                                                                  | –                                                                  | –                                                                  | –                                                                  |
| «Записки покойника» Театр «Студия театрального искусства», Москва                               | зелёная ✓                                                          | Сергей Женовач                                                     | Сергей Качанов (кошмар начинающего литератора, один из директоров «Независимого театра»)                     | –                                                                  | Александр Боровский                                                | –                                                                  | –                                                                  |
| «Золушка» Театр «Практика», Москва                                                              | зелёная ✓                                                          | Марфа Горвиц                                                       | Надежда Лумпова (Золушка)                                                                                    | –                                                                  | –                                                                  | –                                                                  | Евгения Панфилова                                                  |
| «Крейцерова соната» Театр «Глобус», Новосибирск                                                 | зелёная ✓                                                          | Алексей Крикливый                                                  | Лаврентий Сорокин (Позднышев)                                                                                | –                                                                  | –                                                                  | –                                                                  | –                                                                  |
| «Согласный/Несогласный» «Театр-Театр», Пермь                                                    | зелёная ✓                                                          | Андреас Мерц                                                       | Михаил Чуднов                                                                                                | –                                                                  | –                                                                  | –                                                                  | –                                                                  |
| «Удаганки» Театр «Олонхо», Якутск                                                               | зелёная ✓                                                          | Степанида Борисова                                                 | – | –                                                                  | –                                                                  | –                                                                  | –                                                                  |

| Конкурс спектаклей театров оперы                                                         | Конкурс спектаклей театров оперы | Конкурс спектаклей театров оперы | Конкурс спектаклей театров оперы                                                                                 | Конкурс спектаклей театров оперы                 | Конкурс спектаклей театров оперы     | Конкурс спектаклей театров оперы | Конкурс спектаклей театров оперы    | Конкурс спектаклей театров оперы | Конкурс спектаклей театров оперы |
| ---------------------------------------------------------------------------------------- | -------------------------------- | -------------------------------- | --- | ------------------------------------------------ | ------------------------------------ | -------------------------------- | ----------------------------------- | -------------------------------- | -------------------------------- |
|                                                                                          |                                  |                                  | |                                                  |                                      |                                  |                                     |                                  |                                  |
| Спектакль/номинации                                                                      | лучший спектакль                 | лучшая работа режиссёра          | лучшая роль | лучшая роль второго плана                        | лучшая работа художника-постановщика | лучшая работа художника по свету | лучшая работа художника по костюмам | лучшая работа дирижёра           | лучшая работа композитора        |
|                                                                                          |                                  |                                  | |                                                  |                                      |                                  |                                     |                                  |                                  |
| «DIDO» Театр «Новая опера», Москва                                                       | зелёная ✓                        | Наталия Анастасьева-Лайнер       | – | –                                                | Юрий Хариков                         | –                                | –                                   | Дмитрий Волосников               | Майкл Найман                     |
| «Аида» Музыкальный театр имени К. С. Станиславского и Вл. И. Немировича-Данченко, Москва | зелёная ✓                        | Петер Штайн                      | Ксения Дудникова (Амнерис)                                                                                       | –                                                | Фердинанд Вегербауэр                 | Иоахим Барт                      | –                                   | Феликс Коробов                   | –                                |
| «Дон Карлос» Большой театр, Москва                                                       | зелёная ✓                        | –                                | Вероника Джиоева (Елизавета Валуа) • Дмитрий Белосельский (Филипп II) • Игорь Головатенко (Родриго, маркиз Поза) | –                                                | Тобиас Хохайзель                     | –                                | –                                   | Роберт Тревиньо                  | –                                |
| «Евгений Онегин» Театр оперы и балета, Астрахань                                         | зелёная ✓                        | Константин Балакин               | – | –                                                | Елена Вершинина                      | Ирина Вторникова                 | –                                   | –                                | –                                |
| «Королева индейцев» Театр оперы и балета имени П.И. Чайковского, Пермь                   | зелёная ✓                        | Питер Селларс                    | Джулия Баллок (Текулихуатцин, Донья Луиса) • Надежда Кучер (донья Исабель) • Винс И (Хунапу (контратенор))       | –                                                | Гронк                                | –                                | Дуня Рамикова                       | Теодор Курентзис                 | –                                |
| «Летучий голландец» Театр оперы и балета, Екатеринбург                                   | зелёная ✓                        | –                                | Ирина Риндзунер (Сента) • Александр Краснов (Голландец)                                                          | –                                                | –                                    | –                                | –                                   | Михаэль Гюттлер                  | –                                |
| «Носферату» Театр оперы и балета имени П.И. Чайковского, Пермь                           | зелёная ✓                        | –                                | – | София Хилл (Персефона) • Тасос Димас (Носферату) | Яннис Кунеллис                       | –                                | –                                   | Теодор Курентзис                 | Дмитрий Курляндский              |
| «Отелло» Мариинский театр, Санкт-Петербург                                               | зелёная ✓                        | Василий Бархатов                 | Александр Краснов (Яго)                                                                                          | –                                                | Зиновий Марголин                     | –                                | –                                   | –                                | –                                |
| «Так поступают все женщины, или Школа влюбленных» Большой театр, Москва                  | зелёная ✓                        | Флорис Виссер                    | – | –                                                | Гидеон Дэйви                         | –                                | Девеке ван Рей                      | Стефано Монтанари                | –                                |
| «Царская невеста» Михайловский театр, Санкт-Петербург                                    | зелёная ✓                        | Андрей Могучий                   | – | –                                                | Максим Исаев                         | –                                | –                                   | –                                | –                                |

| Конкурс спектаклей оперетты / мюзикла                | Конкурс спектаклей оперетты / мюзикла | Конкурс спектаклей оперетты / мюзикла | Конкурс спектаклей оперетты / мюзикла                                                                  | Конкурс спектаклей оперетты / мюзикла | Конкурс спектаклей оперетты / мюзикла | Конкурс спектаклей оперетты / мюзикла |
| ---------------------------------------------------- | ------------------------------------- | ------------------------------------- | --- | ------------------------------------- | ------------------------------------- | ------------------------------------- |
|                                                      |                                       |                                       | |                                       |                                       |                                       |
| Спектакль/номинации                                  | лучший спектакль                      | лучшая работа режиссёра               | лучшая роль                                                                                            | лучшая работа художника-постановщика  | лучшая работа художника по костюмам   | лучшая работа дирижёра                |
|                                                      |                                       |                                       | |                                       |                                       |                                       |
| «8 женщин» «Театр-Театр», Пермь}                     | зелёная ✓                             | Борис Мильграм                        | Ирина Максимкина (Луиза) • Эва Мильграм (Катрин) • Мария Полыгалова (Огюстина) • Ольга Пудова (Шанель) | Виктор Шилькрот                       | Ирэна Белоусова                       | –                                     |
| «Гоголь. Чичиков. Души» Музыкальный театр, Краснодар | зелёная ✓                             | –                                     | Владислав Емелин (Чичиков)                                                                             | Максим Обрезков                       | –                                     | –                                     |
| «Машина» «Гоголь-центр», Москва                      | зелёная ✓                             | Владимир Панков                       | – | –                                     | –                                     | –                                     |
| «Чаплин» Театр музыкальной комедии, Санкт-Петербург  | зелёная ✓                             | –                                     | Мария Лагацкая-Зимина (Хедда Хоппер) • Евгений Зайцев (Чаплин)                                         | –                                     | –                                     | Юрий Крылов                           |

| Конкурс спектаклей балета                                                                                   | Конкурс спектаклей балета | Конкурс спектаклей балета                                                                | Конкурс спектаклей балета            | Конкурс спектаклей балета        | Конкурс спектаклей балета           | Конкурс спектаклей балета | Конкурс спектаклей балета                              |
| --- | ------------------------- | ---------------------------------------------------------------------------------------- | ------------------------------------ | -------------------------------- | ----------------------------------- | ------------------------- | ------------------------------------------------------ |
| |                           |                                                                                          |                                      |                                  |                                     |                           |                                                        |
| Спектакль/номинации                                                                                         | лучший спектакль          | лучшая роль                                                                              | лучшая работа художника-постановщика | лучшая работа художника по свету | лучшая работа художника по костюмам | лучшая работа дирижёра    | лучшая работа постановщика (балетмейстера/ хореографа) |
| |                           |                                                                                          |                                      |                                  |                                     |                           |                                                        |
| «Восковые крылья» Музыкальный театр имени К. С. Станиславского и Вл. И. Немировича-Данченко, Москва         | зелёная ✓                 | Оксана Кардаш                                                                            | –                                    | –                                | –                                   | –                         | –                                                      |
| «Дама с камелиями» Большой театр, Москва                                                                    | зелёная ✓                 | Светлана Захарова (Маргарита Готье)                                                      | –                                    | –                                | –                                   | –                         | –                                                      |
| «Инфра» Мариинский театр, Санкт-Петербург                                                                   | зелёная ✓                 | –                                                                                        | –                                    | –                                | –                                   | –                         | –                                                      |
| «Одноактные балеты Ханса ван Манена» Мариинский театр, Санкт-Петербург                                      | зелёная ✓                 | –                                                                                        | –                                    | –                                | –                                   | –                         | –                                                      |
| «Симфония в трех движениях» Театр оперы и балета имени П.И. Чайковского, Пермь                              | зелёная ✓                 | –                                                                                        | –                                    | –                                | –                                   | Валерий Платонов          | –                                                      |
| «Укрощение строптивой» Большой театр, Москва                                                                | зелёная ✓                 | Екатерина Крысанова (Катарина) • Владислав Лантратов (Петруччо) • Семен Чудин (Люченцио) | –                                    | –                                | –                                   | Игорь Дронов              | Жан-Кристоф Майо                                       |
| «Цветоделика» Театр оперы и балета, Екатеринбург                                                            | зелёная ✓                 | –                                                                                        | –                                    | Евгений Виноградов               | Ирэна Белоусова                     | Павел Клиничев            | Вячеслав Самодуров                                     |
| |                           |                                                                                          |                                      |                                  |                                     |                           |                                                        |
| Конкурс спектаклей балета (современный танец)                                                               |                           |                                                                                          |                                      |                                  |                                     |                           |                                                        |
| |                           |                                                                                          |                                      |                                  |                                     |                           |                                                        |
| «InTime-2» Театр драмы и «ТанцТеатр», Екатеринбург                                                          | зелёная ✓                 | –                                                                                        | –                                    | Янош Мартин и Артем Гулага       | –                                   | –                         | Пал Френак                                             |
| «Аполлон Мусагет» Театр оперы и балета имени П.И. Чайковского, Пермь                                        | –                         | Никита Четвериков (Аполлон)                                                              | –                                    | –                                | –                                   | –                         | –                                                      |
| «Белая тьма» Михайловский театр, Санкт-Петербург                                                            | зелёная ✓                 | Ирина Перрен • Леонид Сарафанов                                                          | –                                    | –                                | –                                   | –                         | –                                                      |
| «Глазами клоуна» Театр «Балет Евгения Панфилова», Пермь                                                     | зелёная ✓                 | Мария Тихонова                                                                           | –                                    | –                                | –                                   | –                         | Алексей Расторгуев                                     |
| «Женщина в комнате» Фонд Дианы Вишневой, Санкт-Петербург, и компания «Ardani Artists» (Сергей Данилян), США | зелёная ✓                 | Диана Вишнева                                                                            | –                                    | –                                | –                                   | –                         | Каролин Карлсон                                        |
| «Экспонат/Пробуждение» Александринский театр, Санкт-Петербург                                               | зелёная ✓                 | –                                                                                        | Галя Солодовникова                   | Евгений Афонин и Сергей Васильев | –                                   | –                         | Анна Абалихина                                         |

| Конкурс спектаклей театров кукол | Конкурс спектаклей театров кукол | Конкурс спектаклей театров кукол     | Конкурс спектаклей театров кукол     | Конкурс спектаклей театров кукол                         |
| --- | -------------------------------- | ------------------------------------ | ------------------------------------ | -------------------------------------------------------- |
| |                                  |                                      |                                      |                                                          |
| Спектакль/номинации | лучший спектакль                 | лучшая работа режиссёра              | лучшая работа художника-постановщика | лучшая актёрская работа                                  |
| |                                  |                                      |                                      |                                                          |
| «Когда я снова стану маленьким» Большой драматический театр имени Г. А. Товстоногова, Санкт-Петербург и творческое объединение «КультПроект», Москва | зелёная ✓                        | Евгений Ибрагимов                    | Эмиль Капелюш и Наталья Мишина       | Тарас Бибич (Владек)                                     |
| «КукКафе „У.Шекспира“» Театр «Тень», Москва | зелёная ✓                        | Майя Краснопольская и Илья Эпельбаум | Илья Эпельбаум                       | –                                                        |
| «Ночь перед Рождеством» Театр «Карабаска», Пермь | зелёная ✓                        | Сергей Брижань                       | Вера Задорожняя                      | Андрей Тетюрин (Чуб, Вакула, Пацюк, Чорт, Кум, Потемкин) |
| «Одиссей» Театр «Karlsson Haus», Санкт-Петербург | зелёная ✓                        | Алексей Лелявский                    | Александр Вахрамеев                  | –                                                        |

| Конкурс «Эксперимент» (поиск новых выразительных средств современного театра) | Конкурс «Эксперимент» (поиск новых выразительных средств современного театра) | Конкурс «Эксперимент» (поиск новых выразительных средств современного театра) | Конкурс «Эксперимент» (поиск новых выразительных средств современного театра) |
| ----------------------------------------------------------------------------- | ----------------------------------------------------------------------------- | ----------------------------------------------------------------------------- | ----------------------------------------------------------------------------- |
|                                                                               |                                                                               |                                                                               |                                                                               |
| Спектакль/номинации                                                           | лучший спектакль                                                              | лучшая работа режиссёра                                                       | лучшая работа художника-постановщика                                          |
|                                                                               |                                                                               |                                                                               |                                                                               |
| «Камера обскура» Александринский театр, Санкт-Петербург                       | зелёная ✓                                                                     | –                                                                             | Александра Ловянникова и Алексей Лобанов                                      |
| «Лекция о ничто» «Театр Post», Санкт-Петербург                                | зелёная ✓                                                                     | Дмитрий Волкострелов                                                          | –                                                                             |
| «Норманск» Центр им. Вс. Мейерхольда, Москва                                  | зелёная ✓                                                                     | –                                                                             | –                                                                             |
| «Петр и Феврония Муромские» Театр «Практика», Москва                          | зелёная ✓                                                                     | –                                                                             | –                                                                             |
| «Присутствие» Театр на Таганке, Москва                                        | зелёная ✓                                                                     | Семен Александровский                                                         | –                                                                             |

### Лауреаты премии «Золотая маска» 2015 года
Председателем жюри драматического театра и театров кукол стал заслуженный деятель искусств РФ Анатолий Смелянский, в члены жюри вошли Алексей Бартошевич (театровед, профессор), Ольга Белинская (актриса), Дмитрий Брусникин (актёр, режиссёр), Саша Денисова (драматург), Ксения Драгунская (драматург), Алена Карась (критик), Борис Константинов (режиссёр), Илья Кутянский (художник), Алексей Левинский (актёр, режиссёр), Владимир Майзингер (актёр), Николай Песочинский (критик), Евгений Редько (актёр), Татьяна Тихоновец (критик), Галина Тюнина (актриса).
Председателем жюри музыкальных театров выступил Андрейс Жагарс (режиссёр), в члены жюри вошли Владимир Арефьев (художник), Антон Гришанин (дирижёр), Александр Бакши (композитор), Лариса Барыкина (критик), Инара Гулиева (певица), Иван Евстигнеев (хореограф), Михаил Кисляров (режиссёр), Елена Кузьмина (хореограф, солистка балета), Наталья Звенигородская (критик), Лариса Костюк (певица), Андрей Меркурьев (артист балета), Алексей Парин (музыковед), Владимир Смолин (артист), Ярослав Тимофеев (музыковед), Елена Третьякова (музыковед), Петер Феранец (дирижёр).
Церемония вручения премии 21-го фестиваля проходила 18 апреля на сцене Музыкального театра им. К. С. Станиславского и Вл. И. Немировича-Данченко. Режиссёром церемонии выступила Нина Чусова, а ведущими Александра Урсуляк и Александр Молочников. Нина Чусова в организации церемонии предпочла минимализм — за три с половиной часа был использован только один концертный номер в виде оперной арии Шамаханской царицы, а также анимационные эффекты вместо декораций.
После завершения церемонии обозреватель газеты «Московский комсомолец» Марина Райкина заметила, что в этом году практически не всплывала тема политики, за исключением провокационного выпада в сторону министра культуры Владимира Мединского. Большой неожиданностью обозреватель назвала практически полное игнорирование «мэтров» в основных номинациях премии. По мнению «Независимой газеты», отсутствием победителя в номинации «лучший композитор» жюри музыкального театра продемонстрировало крайнюю степень консервативности, в результате чего без наград остались композиторы с мировым именем. Результаты фестиваля вызвали такие отзывы некоторых критиков в заголовках их публикаций: «Справедливость в танце», «Каждый третий — лучший! В Москве вручили 52 „Золотые маски“ и призвали вернуть „Тангейзер“».
Таблица лауреатов составлена на основании положения о премии (от 15 декабря 2014 года) и официального опубликованного списка лауреатов.
Легенда:
     — Лауреаты премий в основных номинациях
     — Лауреаты премий в частных номинациях
 — Премия не присуждалась
| Конкурс                                                           | Номинация | Победитель                                 | Произведение (роль)                         | Театр (учреждение)                                                                                                  |
| ----------------------------------------------------------------- | --- | ------------------------------------------ | ------------------------------------------- | --- |
|                                                                   | |                                            |                                             | |
| Конкурс спектаклей драматического театра                          | Лучший спектакль большой формы | «Вишнёвый сад»                             | «Вишнёвый сад»                              | Малый драматический театр — театр Европы, Санкт-Петербург                                                           |
| Конкурс спектаклей драматического театра                          | Лучший спектакль малой формы | «Жизнь за царя»                            | «Жизнь за царя»                             | «Театро Ди Капуа», Санкт-Петербург                                                                                  |
| Конкурс спектаклей драматического театра                          | Лучшая работа режиссёра | Юрий Бутусов                               | «Три сестры»                                | Театр им. Ленсовета, Санкт-Петербург                                                                                |
| Конкурс спектаклей драматического театра                          | Лучшая работа художника-постановщика | Мария Трегубова                            | «Алиса»                                     | Большой драматический театр им. Г. А. Товстоногова, Санкт-Петербург                                                 |
| Конкурс спектаклей драматического театра                          | Лучшая работа художника по костюмам | Евгения Панфилова                          | «Золушка»                                   | Театр «Практика», Москва                                                                                            |
| Конкурс спектаклей драматического театра                          | Лучшая работа художника по свету | Сергей Скорнецкий                          | «Мера за меру»                              | Театр им. А. С. Пушкина, Москва, и театр «Cheek by Jowl», Лондон, Великобритания                                    |
| Конкурс спектаклей драматического театра                          | Лучшая женская роль | Ксения Орлова                              | «Возмездие 12»                              | Центр драматургии и режиссуры, Москва                                                                               |
| Конкурс спектаклей драматического театра                          | Лучшая мужская роль | Игорь Миркурбанов                          | «Карамазовы», (Федор Карамазов)             | Московский художественный театр им. А. П. Чехова, Москва                                                            |
| Конкурс спектаклей драматического театра                          | Лучшая роль второго плана | Геннадий Богачёв                           | «Алиса» (поросенок, который стал человеком) | Большой драматический театр им. Г. А. Товстоногова, Санкт-Петербург                                                 |
|                                                                   | |                                            |                                             | |
| Конкурс спектаклей театров оперы                                  | Лучший спектакль | «Королева индейцев»                        | «Королева индейцев»                         | Театр оперы и балета им. П. Чайковского, Пермь                                                                      |
| Конкурс спектаклей театров оперы                                  | Лучшая работа режиссёра | Питер Селларс                              | «Королева индейцев»                         | Театр оперы и балета им. П. Чайковского, Пермь                                                                      |
| Конкурс спектаклей театров оперы                                  | Лучшая работа дирижёра | Теодор Курентзис                           | «Королева индейцев»                         | Театр оперы и балета им. П. Чайковского, Пермь                                                                      |
| Конкурс спектаклей театров оперы                                  | Лучшая женская роль | Надежда Кучер                              | «Королева индейцев» (Донья Исабель)         | Театр оперы и балета им. П. Чайковского, Пермь                                                                      |
| Конкурс спектаклей театров оперы                                  | Лучшая мужская роль | Дмитрий Белосельский                       | «Дон Карлос» (Филипп II)                    | Большой театр, Москва                                                                                               |
|                                                                   | |                                            |                                             | |
| Конкурс спектаклей оперетты / мюзикла                             | Лучший спектакль | «Чаплин»                                   | «Чаплин»                                    | Театр музыкальной комедии, Санкт-Петербург                                                                          |
| Конкурс спектаклей оперетты / мюзикла                             | Лучшая работа режиссёра | Владимир Панков                            | «Машина»                                    | «Гоголь-центр», Москва                                                                                              |
| Конкурс спектаклей оперетты / мюзикла                             | Лучшая работа дирижёра | N [ 17 ]                                   | N [ 17 ]                                    | N [ 17 ] |
| Конкурс спектаклей оперетты / мюзикла                             | Лучшая женская роль | Мария Лагацкая-Зимина                      | «Чаплин» (Хедда Хоппер)                     | Театр музыкальной комедии, Санкт-Петербург                                                                          |
| Конкурс спектаклей оперетты / мюзикла                             | Лучшая мужская роль | Евгений Зайцев                             | «Чаплин» (Чаплин)                           | Театр музыкальной комедии, Санкт-Петербург                                                                          |
|                                                                   | |                                            |                                             | |
| Конкурс спектаклей балета                                         | Лучший спектакль балета | «Укрощение строптивой»                     | «Укрощение строптивой»                      | Большой театр, Москва                                                                                               |
| Конкурс спектаклей балета                                         | Лучший спектакль современного танца | «Экспонат / Пробуждение»                   | «Экспонат / Пробуждение»                    | Александринский театр, Санкт-Петербург                                                                              |
| Конкурс спектаклей балета                                         | Лучшая работа постановщика (балетмейстера/хореографа) | Вячеслав Самодуров                         | «Цветоделика»                               | Театр оперы и балета, Екатеринбург                                                                                  |
| Конкурс спектаклей балета                                         | Лучшая работа дирижёра | Павел Клинчев                              | «Цветоделика»                               | Театр оперы и балета, Екатеринбург                                                                                  |
| Конкурс спектаклей балета                                         | Лучшая женская роль | Екатерина Крысанова                        | «Укрощение строптивой» (Катарина)           | Большой театр, Москва                                                                                               |
| Конкурс спектаклей балета                                         | Лучшая мужская роль | Владислав Лантратов                        | «Укрощение строптивой» (Петруччо)           | Большой театр, Москва                                                                                               |
|                                                                   | |                                            |                                             | |
| Конкурс спектаклей театров кукол                                  | Лучший спектакль | «КукКафе У. Шекспира»                      | «КукКафе У. Шекспира»                       | Театр «Тень», Москва                                                                                                |
| Конкурс спектаклей театров кукол                                  | Лучшая работа режиссёра | Евгений Ибрагимов                          | «Когда я снова стану маленьким»             | Большой драматический театр им. Г. А. Товстоногова, Санкт-Петербург, и творческое объединение «КультПроект», Москва |
| Конкурс спектаклей театров кукол                                  | Лучшая работа художника | Эмиль Капелюш, Наталья Мишина              | «Когда я снова стану маленьким»             | Большой драматический театр им. Г. А. Товстоногова, Санкт-Петербург и творческое объединение «КультПроект», Москва  |
| Конкурс спектаклей театров кукол                                  | Лучшая актёрская работа | Тарас Бибич                                | «Когда я снова стану маленьким» (Владек)    | Большой драматический театр им. Г. А. Товстоногова, Санкт-Петербург, и творческое объединение «КультПроект», Москва |
|                                                                   | |                                            |                                             | |
| Из номинантов на звание «Лучший спектакль» — музыкальных театров  | Лучшая работа художника в музыкальном театре | Виктор Шилькрот                            | «8 женщин»                                  | «Театр-Театр», Пермь                                                                                                |
| Из номинантов на звание «Лучший спектакль» — музыкальных театров  | Лучшая работа художника по костюмам | Ирэна Белоусова                            | «8 женщин»                                  | «Театр-Театр», Пермь                                                                                                |
| Из номинантов на звание «Лучший спектакль» — музыкальных театров  | Лучшая работа художника по свету | Евгений Афонин, Сергей Васильев            | «Экспонат / Пробуждение»                    | Александринский театр, Санкт-Петербург                                                                              |
| Из номинантов на звание «Лучший спектакль» — музыкальных театров  | Лучшая работа композитора | N [ 18 ]                                   | N [ 18 ]                                    | N [ 18 ] |
|                                                                   | |                                            |                                             | |
| Эксперимент поиск новых выразительных средств современного театра | Лучший спектакль | «Петр и Феврония Муромские»                | «Петр и Феврония Муромские»                 | Театр «Практика», Москва                                                                                            |
|                                                                   | |                                            |                                             | |
| Специальные премии                                                | |                                            |                                             | |
|                                                                   | |                                            |                                             | |
| Специальные премии жюри                                           | За создание музыкального спектакля на драматической сцене | «8 женщин»                                 | «8 женщин»                                  | «Театр-Театр», Пермь                                                                                                |
| Специальные премии жюри                                           | За освоение новых хореографических территорий | «Инфра»                                    | «Инфра»                                     | балетная труппа Мариинского театра                                                                                  |
| Специальные премии жюри                                           | За глубокое проникновение в трагедию героя | Лаврентий Сорокин                          | «Крейцерова соната» (Позднышев)             | Театр «Глобус», Новосибирск                                                                                         |
| Специальные премии жюри                                           | За создание целостного актёрского ансамбля | Михаил Бычков                              | «День города»                               | Камерный театр, Воронеж                                                                                             |
| Специальные премии жюри                                           | Приз критики | «Королева индейцев»                        | «Королева индейцев»                         | Театр оперы и балета им. П. Чайковского, Пермь                                                                      |
| Специальные премии жюри                                           | Лучший зарубежный спектакль, показанный в России в 2014 г. | «Тартюф»                                   | «Тартюф»                                    | Театр «Шаубюне», Германия                                                                                           |
| Специальные премии жюри                                           | За музыкальное решение | Дмитрий Волосников, солисты, хор и оркестр | опера «DIDO»                                | солисты, хор и оркестр театра «Новая опера»                                                                         |
|                                                                   | |                                            |                                             | |
| За выдающийся вклад в развитие театрального искусства             | Армен Джигарханян • Майя Плисецкая • Павел Хомский • Зоя Виноградова • Исаак Штокбант • Ольга Седлецкая • Валерий Яковлев • Валентина Найдакова • Петер Штайн | За поддержку театрального искусства России | За поддержку театрального искусства России  | Алексей Гордеев, губернатор Воронежской области • Компания «Северсталь»                                             |

## Галерея 2015 года

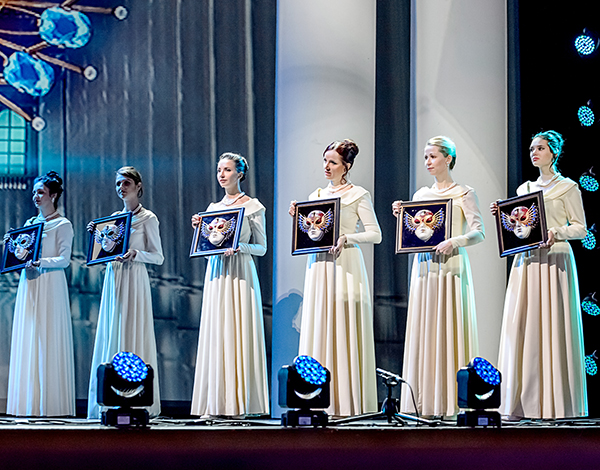
Церемония награждения премией «Золотая Маска»
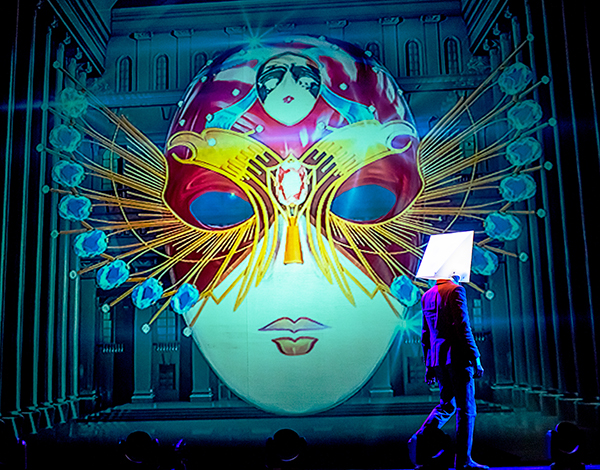
Церемония награждения премией «Золотая Маска»
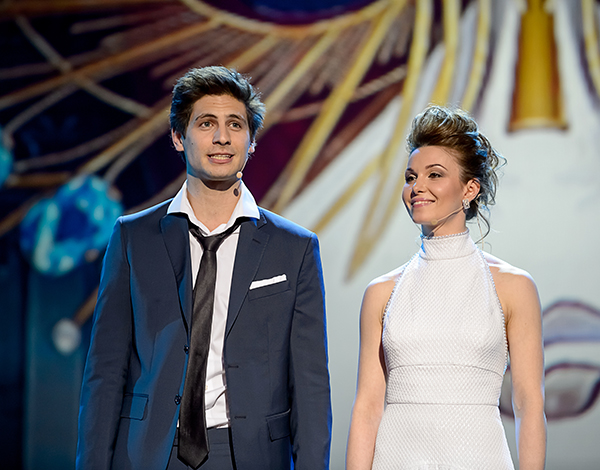
Ведущие Церемонии — Александра Урсуляк и Александр Молочников
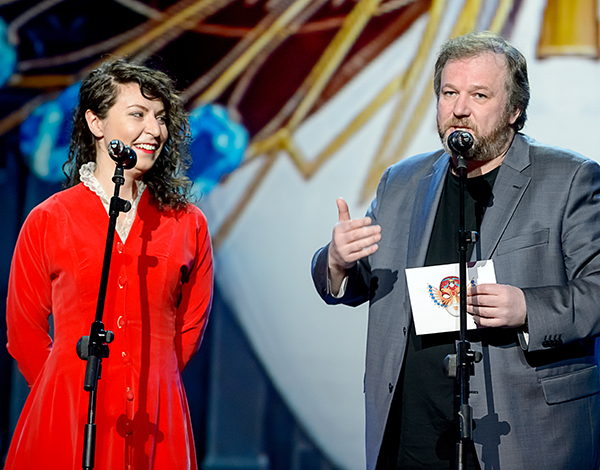
Вера Мартынова и Глеб Фильштинский вручают «Маски»
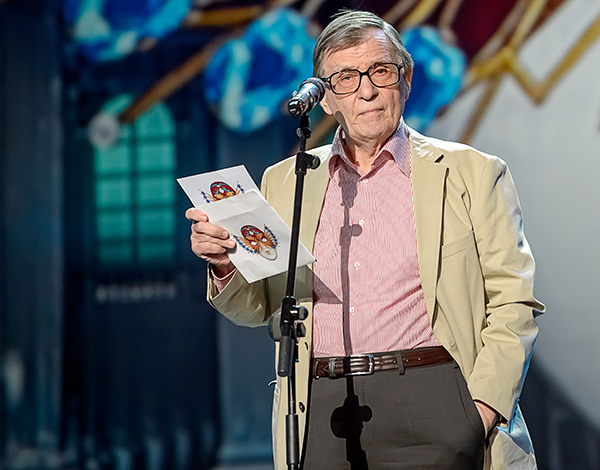
Алексей Бартошевич объявляет лауреатов
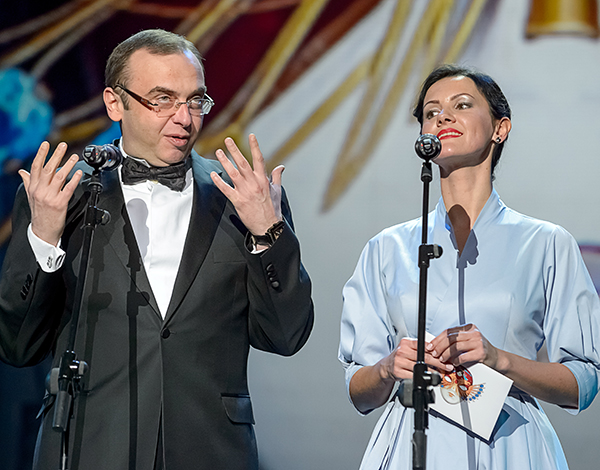
Дмитрий Бертман и Наталья Петрожицкая вручают «Маски»
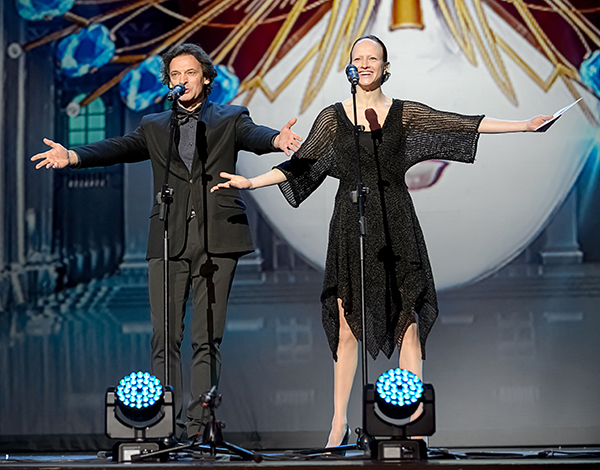
Евгений Редько и Елена Морозова объявляют лауреатов
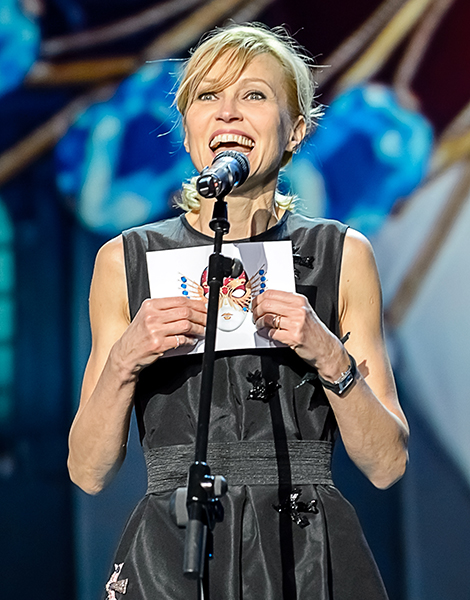
Ингеборга Дапкунайте объявляет лауреатов
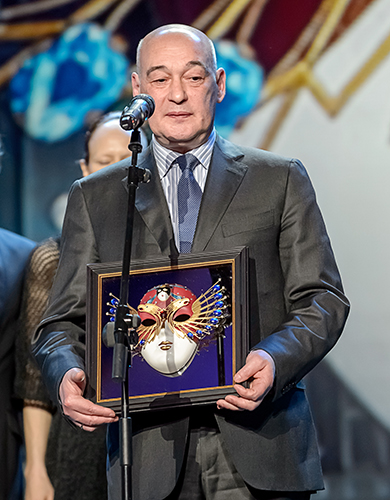
Спектакль «Вишнёвый сад» — директор театра Давид Вольфоский
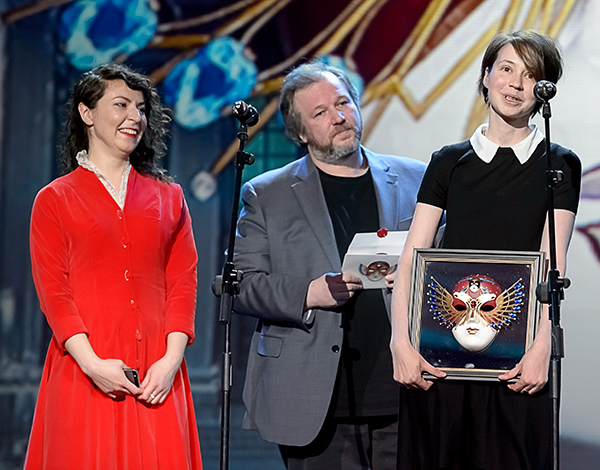
Мария Трегубова
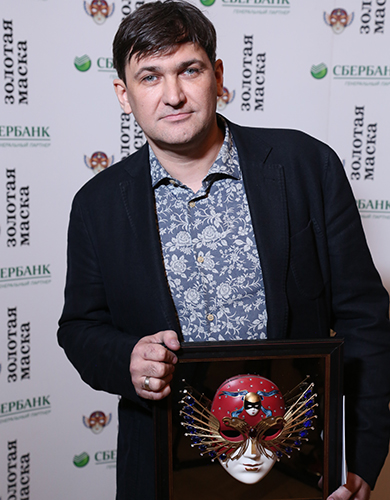
Сергей Скорнецкий
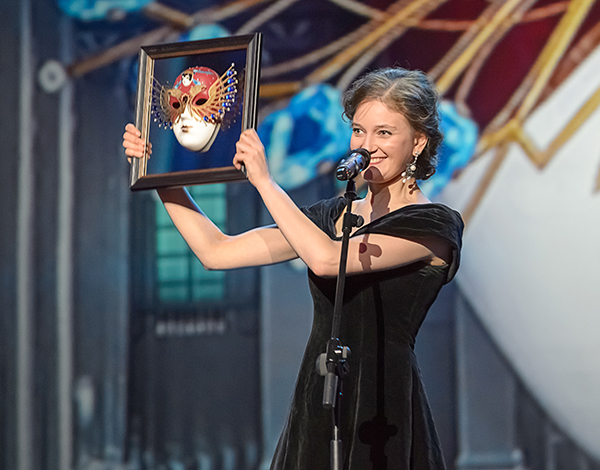
Ксения Орлова
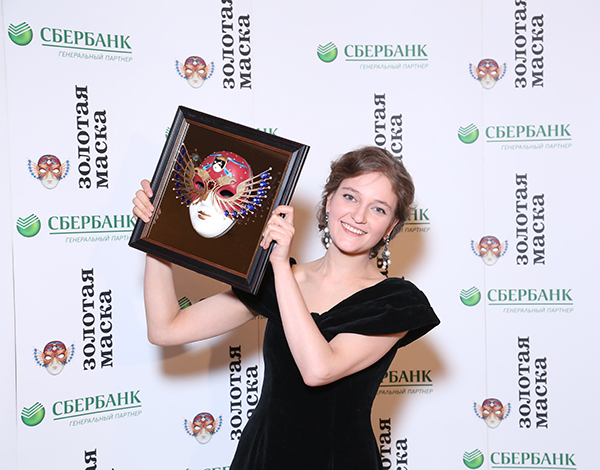
Ксения Орлова
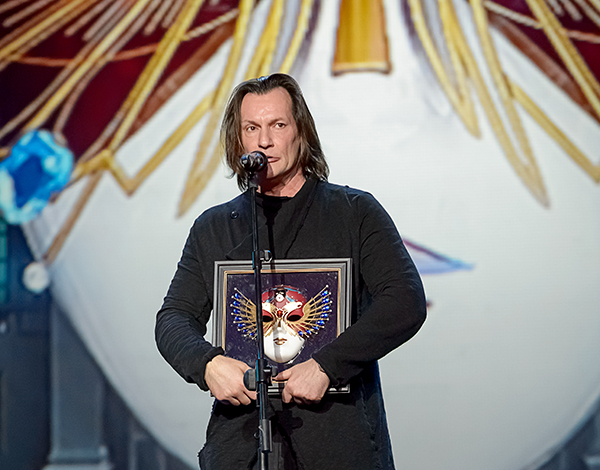
Игорь Миркурбанов
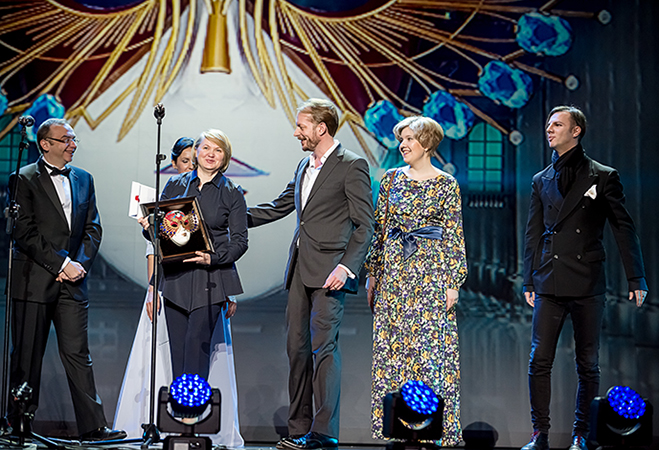
«Королева индейцев» — команда спектакля
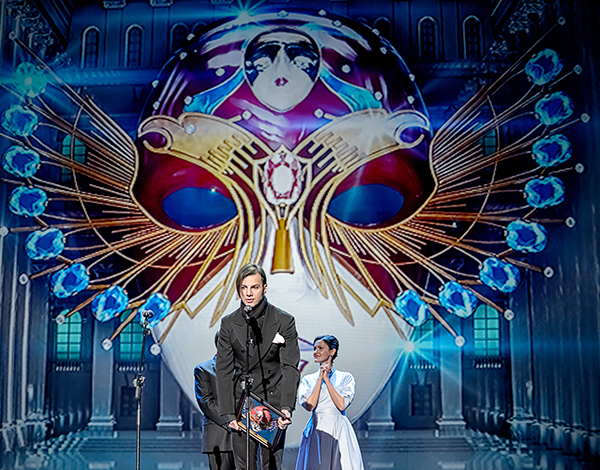
Теодор Курентзис
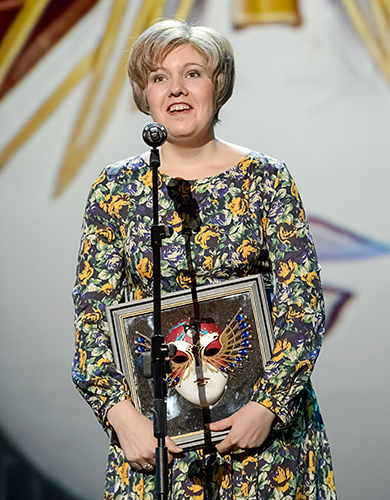
Надежда Кучер
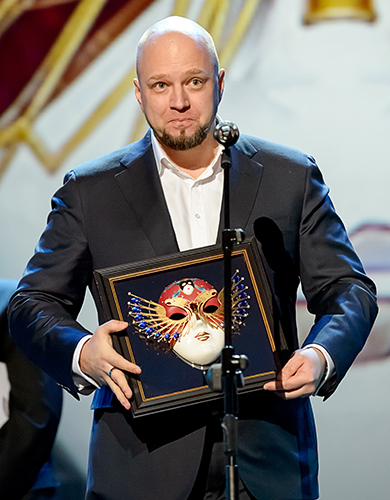
Дмитрий Белосельский
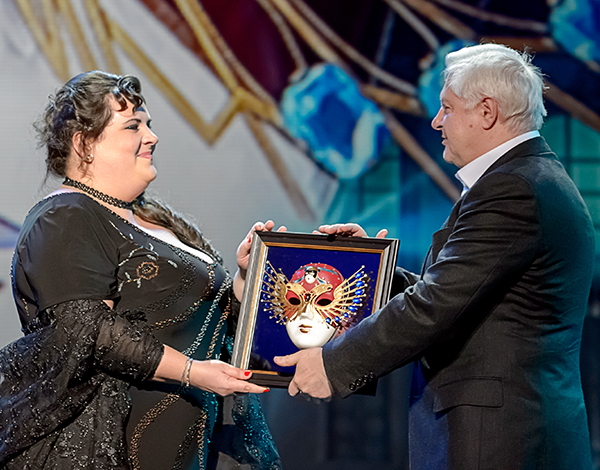
Спектакль «Чаплин» — директор театра Юрий Шварцкопф
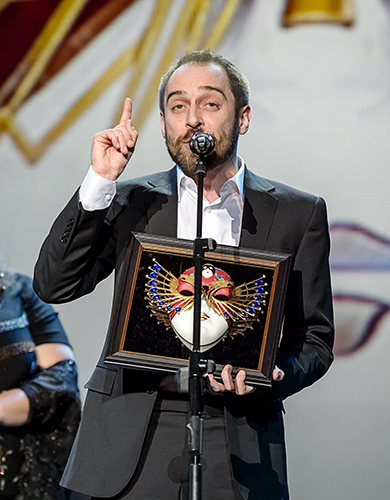
Владимир Панков
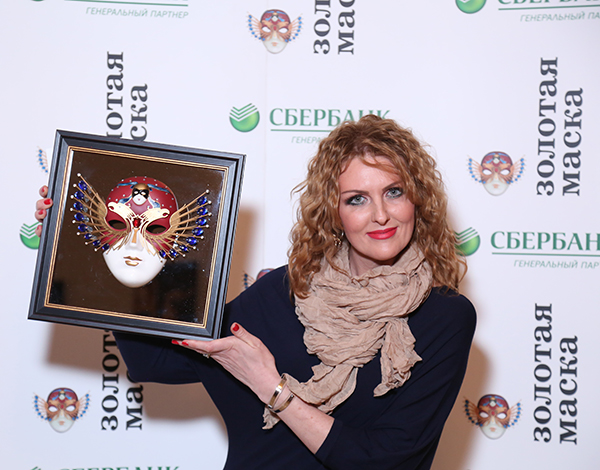
Мария Лагацкая
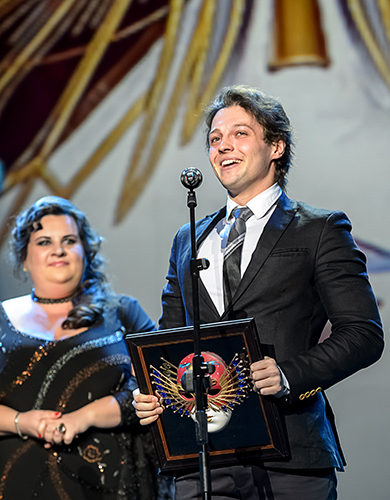
Евгений Зайцев
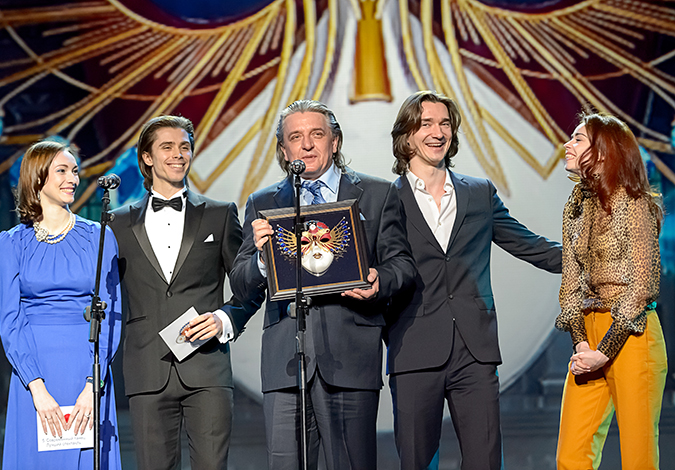
«Укрощение строптивой» — команда спектакля. Игорь Дронов, Екатерина Крысанова и Владислав Лантратов
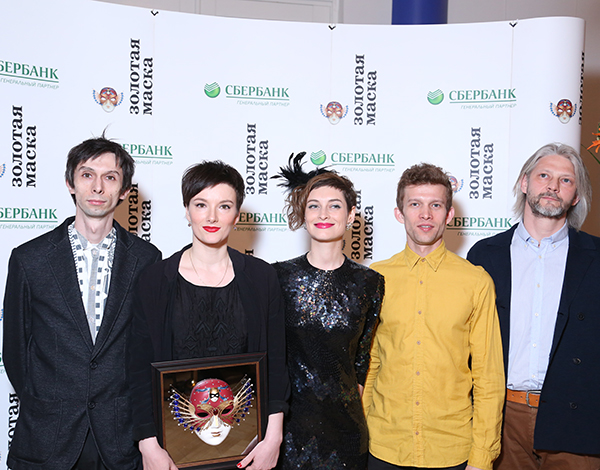
Команда спектакля «Экспонат / Пробуждение»
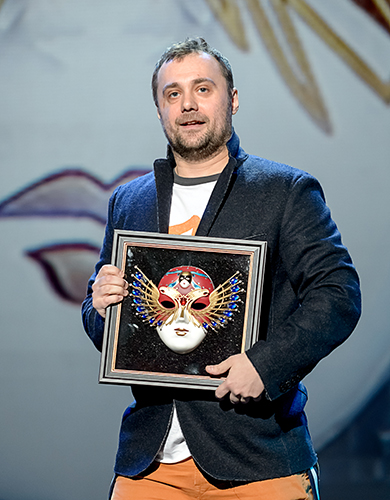
Вячеслав Самодуров
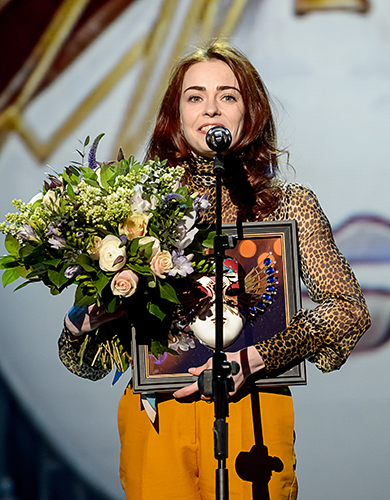
Екатерина Крысанова
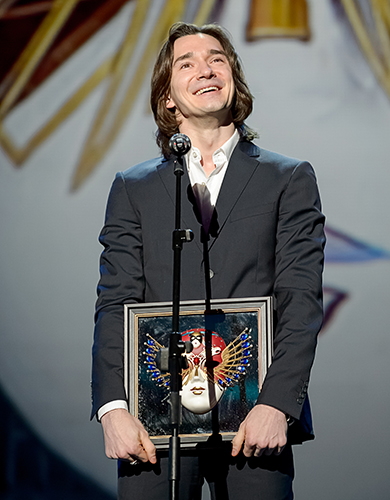
Владислав Лантратов
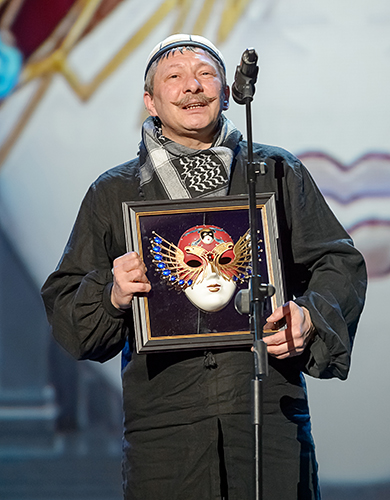
Евгений Ибрагимов
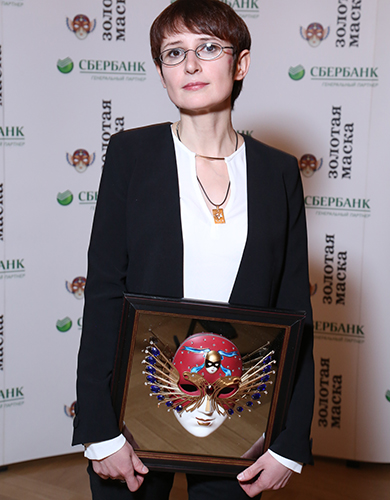
Наталья Мишина
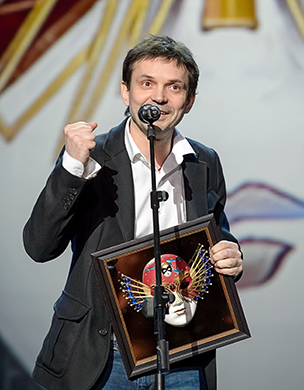
Тарас Бибич
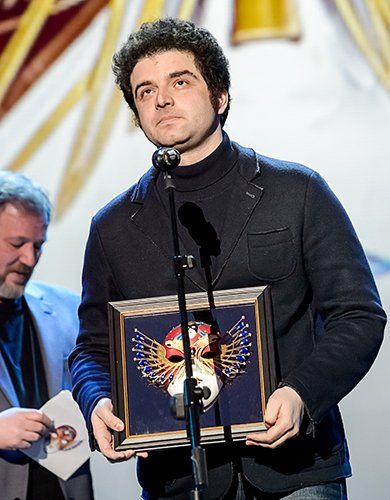
Виктор Шилькрот
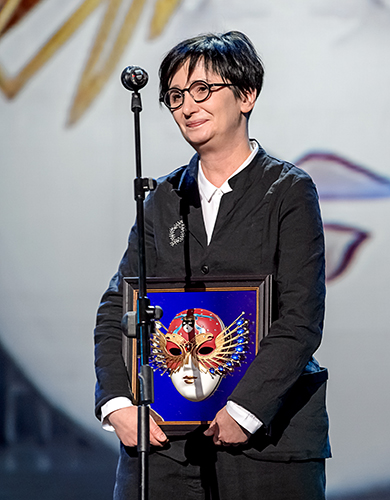
Ирэна Белоусова
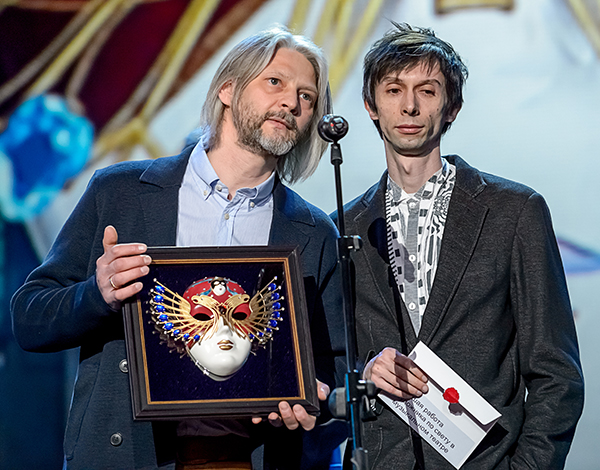
Сергей Васильев и Евгений Афонин
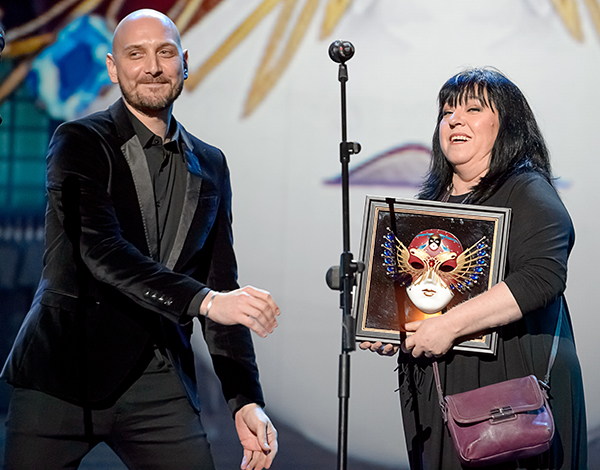
Спектакль «Петр и Феврония Муромские» — Светлана Землякова
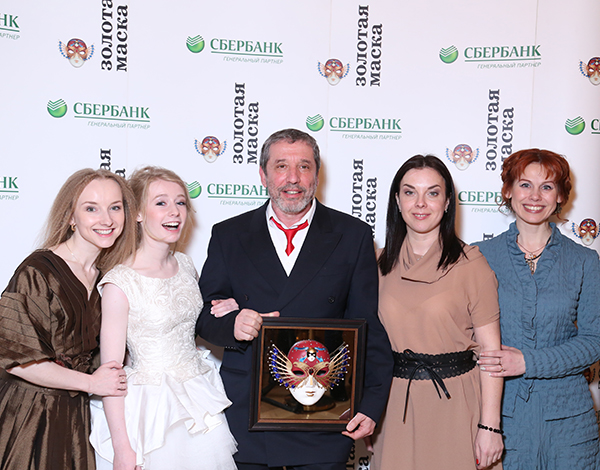
Борис Мильграм и участницы спектакля «8 женщин»
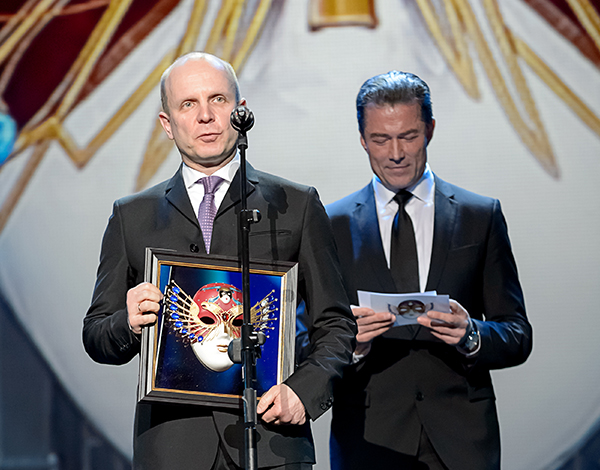
Спектакль «Инфра» — Юрий Фатеев
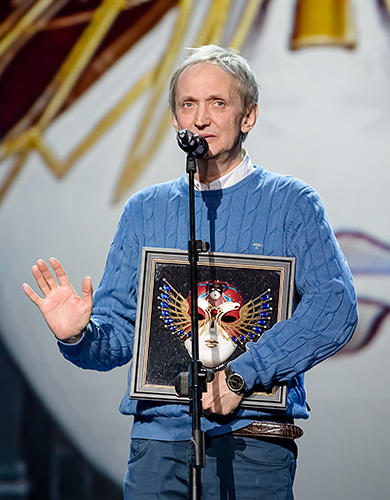
Лаврентий Сорокин
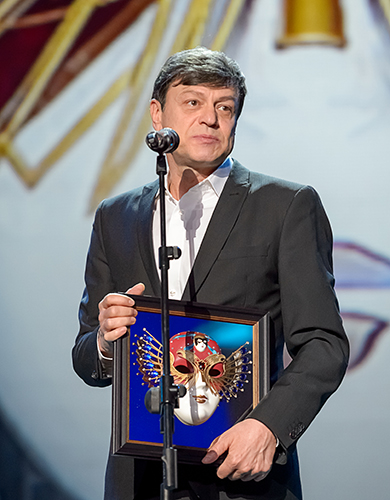
Спектакль «День города». Михаил Бычков
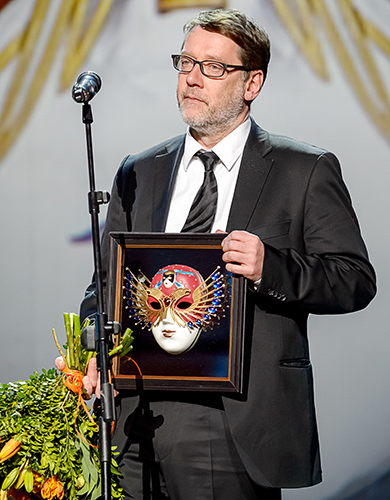
Спектакль «Тартюф» — Михаэль Тальхаймер
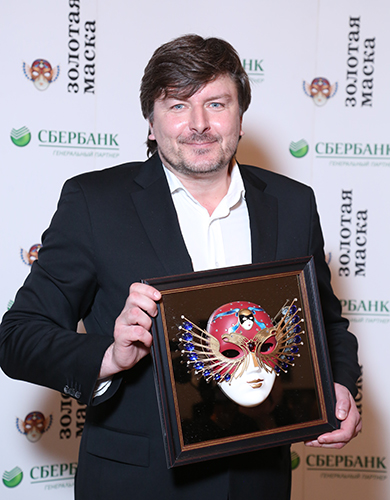
Дмитрий Волосников
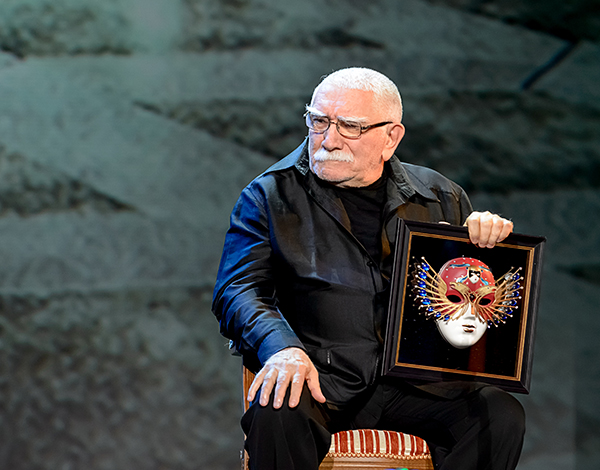
Армен Джигарханян
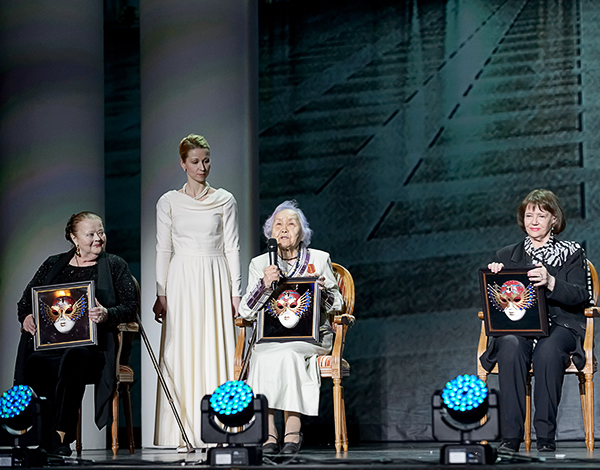
Лауреаты премии «За выдающийся вклад в развитие театрального искусства»
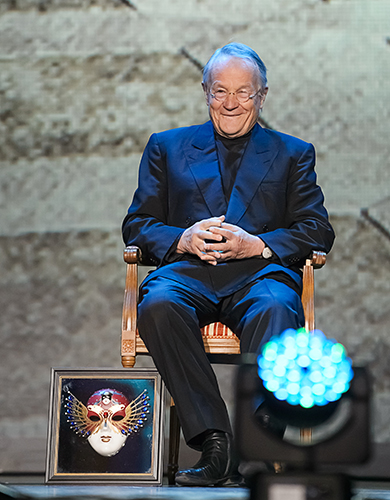
Петер Штайн
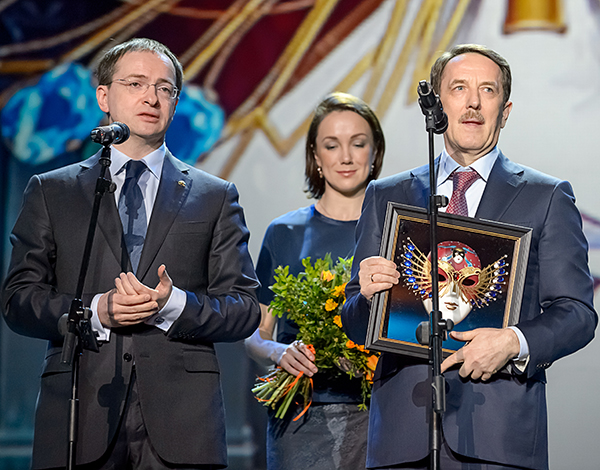
Алексей Гордеев
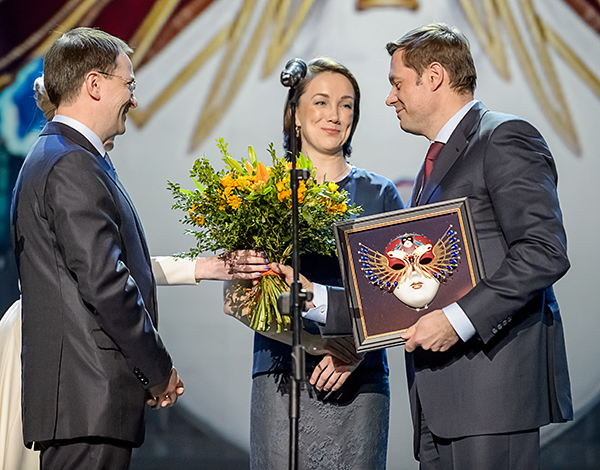
«Северсталь» — Алексей Мордашов
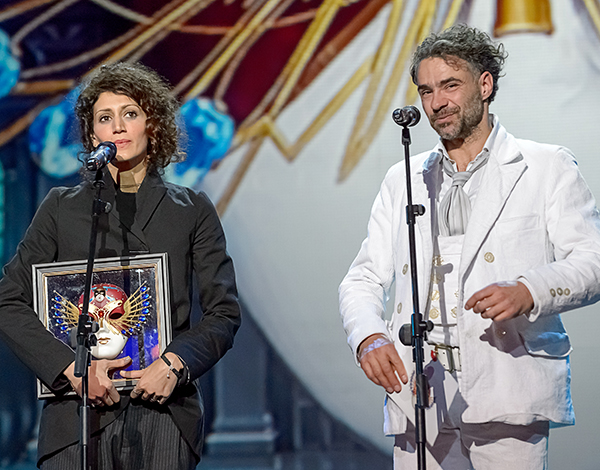
Джулиано Ди Капуа и Илона Маркарова
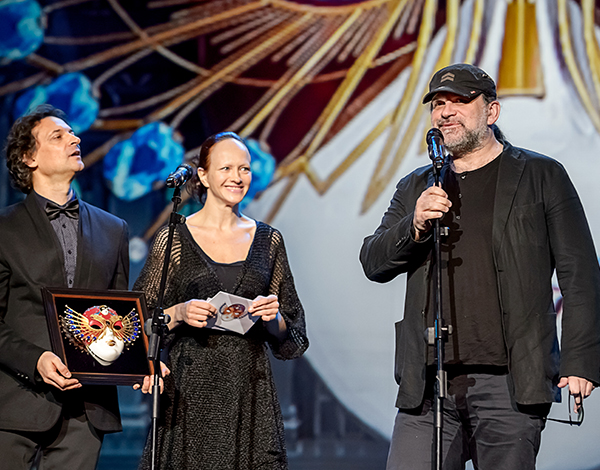
На сцене — режиссёр Андрей Могучий